# Konstantin Walerjewitsch Malofejew

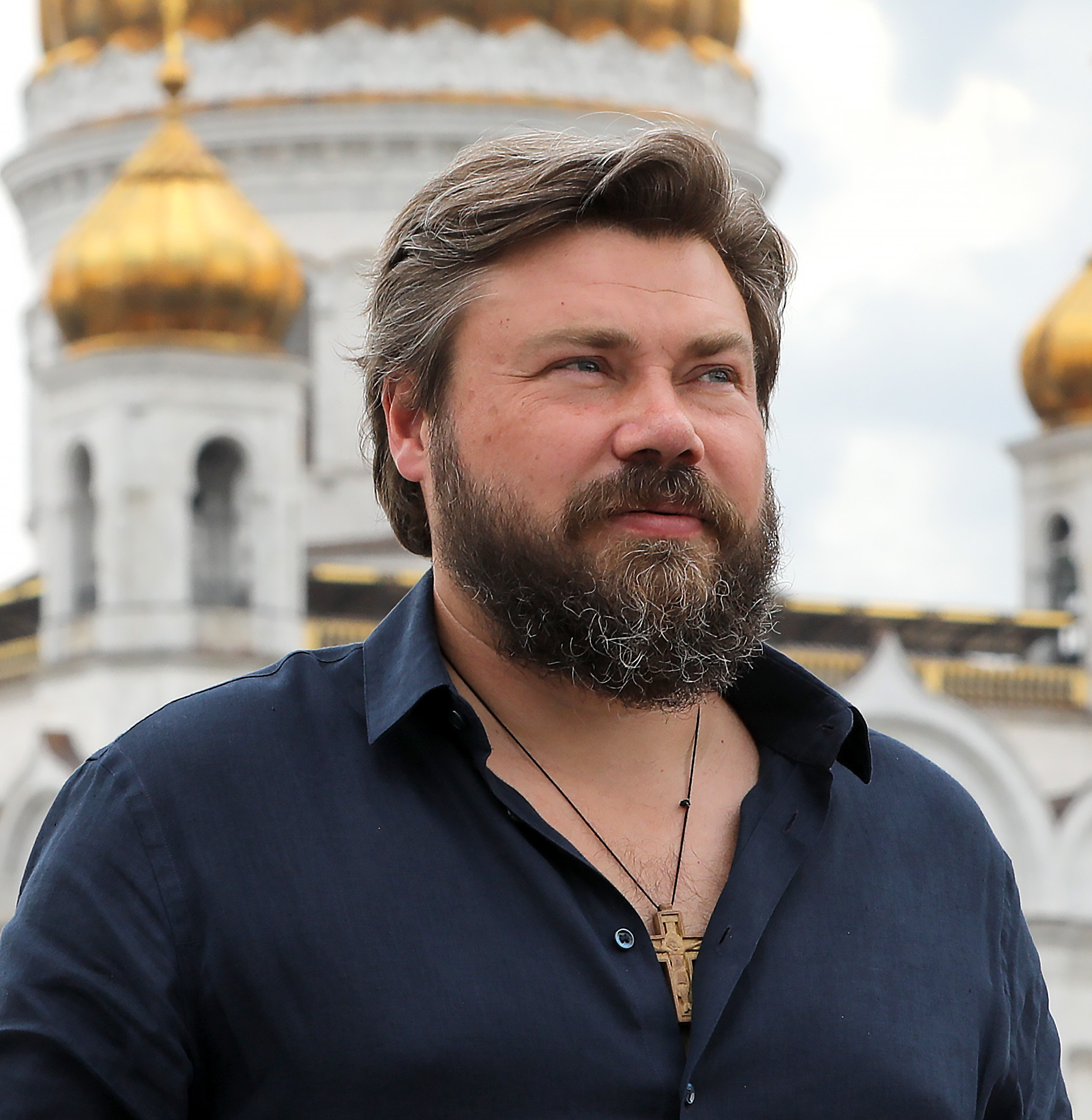
Konstantin Walerjewitsch Malofejew, 2020

Konstantin Walerjewitsch Malofejew (auch Konstantin Malofeev geschrieben, russisch Константин Валерьевич Малофеев; * 3. Juli 1974 in Puschtschino, Oblast Moskau, Sowjetunion) ist ein russischer Oligarch. Er ist Gründer und Geschäftsführer des internationalen Investmentfonds Marshall Capital Partners. Er ist Mitglied der Organisation „Liga der Internetsicherheit“ (Лига безопасного интернета), von der die staatliche russische Medienaufsicht Roskomnadsor Software und Internetfilter bezieht. Malofejew wirkt an der Erstellung schwarzer Listen für Internetseiten mit. Außerdem ist er Vorstandsvorsitzender der Stiftung St. Basilius der Große. Er ist stellvertretender Vorsitzender des Weltkonzils des Russischen Volkes, Inhaber des nationalistischen Fernsehkanals Zargrad TV und leitet die verschwörungstheoretisch orientierte Denkfabrik Katehon. Sein Privatvermögen wird auf zwei Milliarden US-Dollar geschätzt.
Malofejew unterstützt und finanziert nach Informationen des ukrainischen Innenministeriums die Separatisten in der Ostukraine.
Sich selbst bezeichnet Malofejew als „orthodoxen Monarchisten“, der Russland als „Rechtsnachfolger des russischen Imperiums“ sieht und aus diesem Grunde das Zarentum wiederbeleben will. Die Ukraine hält er für ein „auf den Ruinen des russischen Imperiums geschaffenes, künstliches Gebilde“.

## Ansichten
Malofejew ist ein Anhänger einer „neurussländischen“ Expansion, die einen Anschluss großer Teile der Ukraine an Russland anstrebt und das Zarenreich als Bezugspunkt nimmt. „Neurussland“ sei ein „sakraler Krieg“ und nur mit Wladimir Putin realisierbar. „Ohne Putin wird es kein Neurussland und keine Wiedergeburt in Russland geben. Nur die volle Unterstützung für Putin als Oberbefehlshaber ist echter Patriotismus“, so Malofejew. Für den russischen Krieg in der Ukraine seien nach Malofejews Meinung die „Kiewer Junta“ und die Vereinigten Staaten verantwortlich. Den „einzigen Weg der Ukraine für ein glückliches Leben in der Zukunft“ sieht er in einer Vereinigung mit Russland.
Er unterstützt die Russisch-Orthodoxe Kirche und kontrastiert den „Geist“ in Ländern wie Russland und dem Iran mit dem „Körperkult“ der Vereinigten Staaten. Im September 2014 lud seine Stiftung zu einem Kongress mit dem Titel „Große Familien und die Zukunft der Menschheit“ in den Kreml und die Christ-Erlöser-Kathedrale ein, bei dem Evangelikale und christliche Fundamentalisten über „Homosexuellenpropaganda“, Gleichstellungspolitik und Schwangerschaftsabbrüche klagten.
Er veröffentlichte 2022 unter dem Titel Das Imperium eine Schrift in drei Bänden, in der er die Weltgeschichte als Kampf zwischen den dunklen Kräften Kanaaans und den leuchtenden des Imperiums darstellte. Unter Stalin sei 1945 die Sowjetunion zum Dritten Rom geworden.
Zur Europäischen Union steht Malofejew kritisch und sieht die Aufgabe Russlands darin, Europa aus der vermeintlichen Gottlosigkeit und amerikanischen Dominanz zu retten. „Dostojewskij meinte, dass Russen das alte Europa mehr lieben als die Europäer“, behauptet Malofejew. „Das Europa, das die gottlose EU jetzt baut, mit Bürokraten, die niemand gewählt hat, und das aus Amerika geführt wird, lieben wir nicht.“ Das Ende der EU sah Malofejew mit der Flüchtlingskrise 2015/2016 gekommen.

## Verbindungen

### Nationalisten, Dugin
Im Mai 2014 organisierte Malofejew in Wien eine Konferenz, zu der mehrere Nationalisten, religiöse Fundamentalisten und Rechtsextremisten aus Russland und Europa eingeladen waren. Ehrengast war der Neo-Eurasist Alexander Dugin, der darüber sprach, den russischen Einfluss in Europa auszudehnen. „Wir müssen Europa erobern und anschließen“, so Dugin. Weitere Gäste waren Marion Maréchal-Le Pen und Aymeric Chauprade vom Front National, Heinz-Christian Strache, Johann Gudenus und Johann Herzog von der FPÖ und Wolen Siderow von der Ataka. Dugin ist außerdem „Chefideologe“ für Malofejews Fernsehsender „Zargrad“ und hat eine eigene Sendung namens „Dugins Weisung“, in der er u. a. erzählt, dass die Europäische Union Menschen zur Toleranz gegenüber Migranten zwinge, „die alles vergewaltigen, was ihnen unter die Augen kommt.“ Laut Malofejew sei Dugin „ideal“ für die Position und habe als „brillanter russischer Philosoph der Moderne den Weg zu einer multipolaren, postamerikanischen Welt bereitet, an der wir jetzt arbeiten.“ Malofejew ist seit 2016 Präsident des Aufsichtsrats der konservativen Denkfabrik Katehon.

### Front National
Jean-Marie Le Pen hat Malofejew durch einen gemeinsamen Freund kennengelernt. Er bestreitet jedoch Medienberichte, die ihn mit einem russischen Millionenkredit für den Front National in Verbindung bringen.

### Kontakte zur AfD
In Deutschland unterhält Malofejew Kontakte zur AfD, die seiner Ansicht nach ein „prodeutsches“ Programm verfolgt. Besonders positiv hebt er den AfD-Politiker Alexander Gauland hervor, der im Ukraine-Krieg nach 2014 Partei für Putin ergriff und in einem AfD-Positionspapier die Wiederbelebung der Bismarckschen Rückversicherungspolitik gegenüber Russland forderte. Auf Einladung (und auf Kosten) von Malofejews Stiftung reiste Gauland 2015 nach Sankt Petersburg. Malofejew ist der Meinung, dass „die Auftritte Doktor Gaulands signalisieren, dass Deutschland wieder zu Deutschland wird, so wie Russland unter Putin wieder Russland wird.“

### Separatisten
Malofejew ist mit den wichtigsten russischen Separatistenführern verbunden. So war Alexander Borodai, Ex-Ministerpräsident der nicht anerkannten Volksrepublik Donezk, sein PR-Berater und Igor Girkin alias „Igor Strelkow“, ehemals Anführer des Militär- und Sicherheitsbereichs der „Volksrepublik“, sagt von sich, er sei Leiter des Sicherheitsdienstes bei Marshall Capital Partners, dem Investmentfonds von Malofejew gewesen. Am 17. Juli 2014 feierte Girkin den Abschuss eines ukrainischen Flugzeugs im Internet, distanzierte sich aber später von seinem Interneteintrag, nachdem klar geworden war, dass es sich um ein malaysisches Passagierflugzeug handelte. Der ukrainische Geheimdienst SBU veröffentlichte Aufnahmen, auf denen Malofejew im Gespräch mit Girkin und Borodaj zu hören sein sollen, was Malofejew bestreitet.
Sergej Aksjonow, den „Präsidenten der Krim“, begleitete Malofejew im Juni 2014 zu einem Treffen mit Russlands Präsidenten Wladimir Putin. Nachdem Igor Girkin als Militärchef der Separatisten zurückgetreten war, traf er sich am 28. August 2014 mit Alexander Dugin, Sergei Rudow, Pawlo Hubarjew und Malofejew im Kloster Walaam.

### Strategiepapier
Die Nowaja gaseta veröffentlichte ein Strategiepapier, das nach Angabe der Zeitung von Malofejew mitverfasst und das zwischen dem 4. und 12. Februar 2014 dem russischen Präsidenten vorgelegt wurde. In dem Strategiepapier heißt es, dass die Regierungszeit des damaligen ukrainischen Präsidenten Wiktor Janukowytsch wegen der Euromaidan-Proteste jederzeit enden könne und dass die russische Regierung deshalb einen „Anschluss“ der Krim, der Oblast Donezk, Luhansk, Charkiw, Saporischschja und anderer ost- und südukrainischer Gebiete an Russland initiieren müsse. Der Unterhalt dieser Gebiete werde zwar zu höheren Staatsausgaben führen, jedoch könne Russland damit die Kontrolle über das Gas-Transport-System der Ukraine behalten, einen slawisch-westlichen Migrationsstrom nach Russland bewirken, die geopolitische Situation in Mittel- und Osteuropa verändern und Russland wieder als Hauptakteur etablieren. Um diesem Prozess eine „politische Legitimation und moralische Rechtfertigung“ zu geben, müsse eine PR-Strategie geschaffen werden, welche die russischen Handlungen als erzwungene Reaktion darstellt. Darüber hinaus solle auf der Krim und den anderen angeschlossenen Gebieten die Durchführung von Referenda zum Beitritt in die Russische Föderation vorbereitet werden. Äußerst wichtig sei, dass die Weltöffentlichkeit möglichst wenig Gründe hat, die Legitimität und Echtheit dieser Referenda anzuzweifeln. Malofejew drohte der Nowaja gaseta mit einer Klage und bestritt eine Autorschaft.

### CitizenGo
Durch 2021 geleakte Dokumente wurde bekannt, dass Malofejew die 2013 gegründete rechtskonservative Plattform CitizenGo von Anfang an großzügig finanzierte. Die geleakten Strategiepapiere offenbaren eine über die Jahre professionalisierte Organisation, die sich weltweit vernetzt, um auf die Politik Einfluss zu nehmen.

## Sanktionen und Strafverfahren
Malofejew steht seit dem 30. Juli 2014 auf der Sanktionsliste der EU und ist mit einem Einreiseverbot und dem Einfrieren seiner Vermögenswerte im Ausland sanktioniert.
Im Juli 2014 wurde in der Ukraine ein Strafverfahren auf Grund der „Finanzierung illegaler militärischer Gruppen“ gegen ihn eröffnet. Am 12. Februar 2015 durchsuchten russische Strafverfolgungsbehörden unter dem Vorwand eines Zusammenhangs mit einem Wirtschaftsbetrug seine Büros und Wohnungen. Am 3. Februar 2022 wurde in England ein ehemaliger Mitarbeiter Malofejews, John Hanick, festgenommen und anschließend in den USA wegen Verstoßes gegen die US-Sanktionen angeklagt. Am 20. April 2022 verhängten die USA wegen des Ukraine-Kriegs Sanktionen gegen die russische Privatbank Transkapitalbank und gegen ein Netzwerk um Malofejew. Dabei wurden nicht nur gegen Malofejew selbst Sanktionen verhängt, sondern auch gegen mehrere Firmen und Personen aus seinem Umfeld. Außerdem wurden Malofejews Sohn Kirill Konstantinovich Malofeyev und dessen drei Firmen auf die Sanktionsliste des OFAC gesetzt.
Malofejew tritt regelmäßig unter verschiedenen Aliasnamen auf, was seine Verfolgung durch Strafverfolgungsbehörden erschwert.
Anfang Februar 2023 teilte der US-Justizminister Merrick Garland dem Sender CNN mit, dass 5,4 Millionen Dollar aus Malofejews beschlagnahmtem Vermögen von den Vereinigten Staaten an die Ukraine überwiesen wurden. Der ukrainische Generalstaatsanwalt Andrij Kostin kündigte an, dass das überwiesene Geld in den Wiederaufbau der Ukraine infolge des russischen Überfalls fließen solle.